# Bourgneuf (Saboya)
 Bourgneuf  es una población y comuna francesa, en la región de Ródano-Alpes, departamento de Saboya, en el distrito de Chambéry y cantón de Chamoux-sur-Gelon.

## Demografía
| 315 | 307 | 307 | 319 | 304 | 400 |
| Para los censos de 1962 a 1999 la población legal corresponde a la población sin duplicidades (Fuente: INSEE [Consultar]) |     |     |     |     |     |